# Miguelina Acosta Cárdenas
Miguelina Acosta Cárdenas, född 1887, död 1933, var en peruansk feminist och advokat.
Hon tog examen i juridik 1920 och betraktas som den första kvinnliga advokaten i Peru. Hon är känd för sitt arbete för kvinnors, arbetarklassens och ursprungsinnevånarnas rättigheter i Peru.